# Маймасор
Маймасор (каз. Маймасор) — упразднённое село в Теренкольском районе Павлодарской области Казахстана. Входило в состав Березовского сельского округа. Ликвидировано в 2015 г. Код КАТО — 554837200.

## Население
В 1999 году население села составляло 138 человек (77 мужчин и 61 женщина). По данным 2009 года, в селе не было постоянного населения.